# نیسان ۳۷۰زد
نیسان ۳۷۰زد (Nissan ۳۷۰Z) خودرویی است که در سال‌های ۲۰۰۸ تا در استان توچیگی و ژاپن تولید شده‌است و نسل هفتم از خانوادهٔ نیسان زد حساب می‌شود. نیسان ۳۷۰ زد نیسمو با موتور ۳۷۰۰ سی‌سی ۶ سیلندر قادر به تولید ۳۵۰ اسب بخار قدرت است و صفر تا صد را در ۴٫۹ ثانیه به ثبت می‌رساند.
نیسان ۳۷۰ زد نیسمو در سال‌های اخیر وارد مناطق آزاد کشور شد و پلاک ارس، کیش و اروند را اخذ کرد و در مناطق آزاد در حال تردد است.
این خودرو در کلاس خودرو اسپورت قرار گرفته‌است.
و همینطور نماد بازی need for speed underground 2 هم شد در سال ۲۰۰۴.